# Константин Лихуд
Константин Лихуд или Константин III Цариградски (грчки: Κωνσταντίνος Λειχούδης; умро 1063. године) је био цариградски патријарх од 1059. године до своје смрти.

## Биографија
Рођен је у Цариграду. Учитељи су му били Јован Мавропод и Михаило Псел. Заузимао је положаје протовестијара и проедра. Служио је цареве Михаила V Калафата и Константина IX Мономаха. Био је главни министар цара Константина Мономаха. Цар му је дао у пронију Мангане и издао му имунитетску повељу. Мономахов наследник, Исак, тражио је од Лихуда да му врати Мангане. Лихуд се покорио новом цару због чега је награђен постављањем на патријаршијску столицу. Лихуд је, међутим, остао упамћен као први пронијар. Пронија тада није имала војни карактер кога је стекла тек с доласком династије Комнин на власт 1081. године. Лихуд је на патријаршијској столици наследио чувеног Михаила Керуларија, патријарха у време Великог раскола 1054. године. Лихуд је наставио политику Керуларија те до измирења није дошло. Умро је 1063. године. Наследио га је Јован VIII (1064-1075).